# Annibale Carracci
Annibale Carracci (født 2. november 1560 i Bologna, død 15. juli 1609 i Rom) var en italiensk maler, bror til Agostino Carracci og fætter til Ludovico Carracci.
Uddannet blandt andet i Parma (Correggio) og Venedig, stærkt sysselsat med de store freskoarbejder i Bologna, hvor han ogsaa påbegyndte det karakteristiske Sankt Rochus uddeler almisser (Dresdens Galleri), kom han omkring 1595 til Rom, kaldet hertil af kardinal Odoardo Farnese, for at udsmykke hans nyopførte palads. Han begyndte med et lille værelse (Camerino), som han dekorerede med Herkulesmotiver og andet.
1596-1604 var han optaget af den mægtige og rige freskodekoration på loft og overparti i paladsets galleri, en fantasifuld og sindrig udsmykning med balustrade, heroer, indrammede felter (i midten det store Bacchus og Ariadnes Triumftog) og blik op mod den blå himmel. Kærlighedens magt er hele dekorationens grundmotiv; broderen hjalp til, men Annibale var hovedmanden.
Mens Correggio tidligere var hans kunsts ledestjerne, kommer i den romerske periode form og tegning mere til deres ret; der spores indflydelse fra antikken (således fra den farnesiske Herkules, der stod i paladsets gård), fra Michelangelo og Rafael; det sixtinske kapel har sikkert givet grundideen til Farnese-galleriet, men gennemførelsen er selvstændig og nydannende.
Annibale Carracci var en stort anlagt kunstner, reflekterende, omhyggelig i sin malevis. Han var tillige en fremragende landskabsmaler, indlederen af det storladent komponerede "heroiske landskab". Han har også stukket og raderet lidt. I Rom fik Carracci et stort værksted, hvor fremragende elever som Guido Reni, Domenichino og Franceso Albani og andre hjalp ham med arbejder, der går under Carraccis navn.
Bekendte egenhændige værker er Marias himmelfart (Santa Maria de Popolo i Rom), i Galeria Doria Pamphili sammen med andre lunettebilleder Flugten til Ægypten, Bjergrigt landskab (Kaiser-Friedrich-Museum), Kristus viser sig for Peter (Londons National Gallery) det skønne Kristus og samaritanerinden (Wiener Hofmusseum) og andet.